# 阿南布拉州
阿南布拉州（Anambra State）是奈及利亞36州之一，首府奥卡。人口4,177,828（2006年），人口密度860/km^2。該州曾經是东中部州的一部分，1976年正式設立。在尼日利亚内战期间，阿南布拉州是由伊博民族主义者建立的比夫拉共和国的一部分。在战争期间，阿南布拉州遭受了严重的饥荒。